# K10 탄약보급장갑차
K-10 탄약운반장갑차는 K9 자주포에 신속하게 포탄 보급을 하기 위하여 생산한 전세계 최초의 자동화 탄약 운반용 장갑차이다. 또한 K10 탄약보급장갑차는 K9 자주포의 차체를 기반으로 개발되었으며, 한번에 104개의 포탄을 장착할 수 있으며, 탄약 보급은 자동으로 이루어진다.

## 제원
- 승조원: 3명(탄약반장, 탄약병, 조종수)
- 전투 중량: 47t
- 전장: 8.5m
- 최대속도: 67km/h
- 항속거리: 360km
- 엔진출력: 1,000hp(마력)
- 탄두 적재량: 104발
- 장약 적재량: 504unit
- 컨베이어 이송능력: 12발/분
- 탄약적재/보급: 37분/28분

## 파생형
K-10 탄약보급장갑차의 파생형으로는 K-55A1 자주포에 적용되는 K-56 탄약보급장갑차가 있다.
K-56 탄약보급장갑차는 K-55A1에 자동으로 탄약을 보급해주기 위한 장갑차로, 원래 K-55에 적용하던 K-66 탄약보급장갑차의 성능이 기대에 매우 못미쳤기 때문에 K-10을 개량하여 개발하였다.

## 같이 보기
- K-56 탄약보급장갑차
- K-9 자주포